# L’Avenir
L’Avenir (fr. Przyszłość) – pierwszy francuski dziennik katolicki, założony w 1830 roku przez Harela du Tancrela i Huguesa Félicitégo Roberta de Lamennais. Gazeta broniła ideałów katolicyzmu liberalnego. Jej głównymi autorami byli Henri Lacordaire, Charles de Montalembert i Philippe Gerbet. Publikacja gazety została zawieszona 15 listopada 1831 roku, a rozwiązanie nastąpiło 15 sierpnia 1832 roku po ukazaniu się encykliki Grzegorza XVI Mirari vos.

## Historia
Czasopismo powstało na fali rewolucji lipcowej, w której Lamennais widział ruch społeczny i krok ludzkości wprzód, ale i obawę krytyki Kościoła. Postanowił więc wraz z przyjaciółmi założyć czasopismo „L’Avenir”, wychodząc z założenia, że społeczeństwo dźwignie się na nowo, jeśli liberalizm będzie katolicki. Pierwszy numer gazety, która otrzymała podtytuł Dieu et la liberté (fr. Bóg i wolność) ukazał się 16 października 1830 roku. Gazeta szybko stała się bardzo popularna, także poza granicami Francji.
Niektóre z idei dziennika, takie jako założenie, że potęga religii nie wynika z poparcia władz, a sumienia ludzi, doprowadziły do tego, że „L’Avenir” opowiadał się za rozdziałem kościoła od państwa. Dziennik domagał się ponadto pełnej swobody dla stowarzyszeń, zebrań, prasy i szkoły, jawności w procedurze sądowej oraz opieki prawodawczej dla robotników. Lamennais nawoływał również, aby papież zerwał dotychczasowy związek z rządami i ogłosił wolność.
Radykalne idee oraz gwałtowny język gazety (w tym krytyka biskupów) napotkały opór ze strony części duchowieństwa i wprowadziły rozdwojenie wśród francuskich katolików. W związku z tym episkopat francuski wydał kilka listów pasterskich dotyczących dziennika, a rząd już po pięciu tygodniach skonfiskował dwa numery i postawił Lamennais'ego i Lacordaire’a przed sądem za przestępstwa prasowe, ale zostali uniewinnieni. 
15 listopada 1831 roku z uwagi na krytykę redaktorów „L’Avenir”" przez opinię publiczną postanowili oni zawiesić wydawanie gazety do momentu, gdy sąd o niej wyjawi papież. Grzegorz XVI 15 sierpnia 1832 roku wydał encyklikę Mirari vos, krytykującą nie działalność gazety, ale nadużycia w związku z łączeniem liberalizmu i chrześcijaństwa, wskutek czego całkowicie zawieszono jej działalność.